# Jõgeveste
Jõgeveste – wieś w Estonii, prowincji Valga, w gminie Helme.